# 임창민 (1989년)
임창민(1989년 6월 26일 ~)은 대한민국의 뮤지컬 배우다.

## 학력
- 중앙대학교 연극전공 졸업

## 방송
- 트롯 전국체전 (2020) - Top48(40위)

## 공연
- 사랑은 비를 타고 2 (2013) - 수현 역
- 더 데빌
- 지저스 크라이스트 수퍼스타
- 미스트롯 전국 투어 청춘콘서트
- 뷰티풀 라이프 (2022) - 김춘식 역